# Plêiade alexandrina
A Plêiade alexandrina ou Plêiade de Alexandria (em grego: ἡ Πλειάς) é o nome conferido a uma lista de sete poetas trágicos gregos de Alexandria, que teriam vivido no séc. III a.C.

## História
A lista teria sido organizada por dois diretores da Biblioteca de Alexandria, a saber Aristófanes de Bizâncio e Aristarco de Samotrácia. O Suda menciona os membros da plêiade trágica e entre os possíveis sete componentes declara como certos:
- Alexandre da Etólia[1]
- Homero de Bizâncio[2]
- Licofron de Cálcis (ou Cálquida)[3]
- Filicos de Corfu (ou Córcira))[4]
- Sosifanes de Siracusa[5]
- Sositeos de Alexandria de Tróade[6]
- Dionisíades de Tarso[7] ou, para alguns, Aiantídes (poeta) (este último, no entanto, não é mencionado pelo Suda)